# Queensborough River
Der Queensborough River ist ein Fluss im Südosten Australiens.
Er entspringt nördlich des Errinundra-Nationalparks im Osten von Victoria und fließt nach Norden zur Grenze nach New South Wales. Unmittelbar nach Überschreitung der Grenze vereinigt er sich bei Bendoc Upper mit dem Bendoc River zum Little Plains River.